# Extraction de caractéristique (audio)
Pour les articles homonymes, voir Extraction de caractéristique.
L'extraction de caractéristique sonores est l'une des étapes préliminaires à la reconnaissance vocale.
Le cepstre d'un signal est utilisé par exemple en traitement de la parole et en reconnaissance vocale, particulièrement sous la forme de MFCC. Également en maintenance vibratoire des machines industrielles.